# バート・パテナウデ
バートランド・アーサー・"バート"・パテナウデ（Bertrand Arthur "Bert" Patenaude、1909年11月4日 - 1974年11月4日）は、アメリカ合衆国のサッカー選手である。バート・パテノードとも表記される。
FIFAワールドカップで最初にハットトリックを達成した人物である。

## 経歴
アメリカ合衆国・マサチューセッツ州フォールリバー出身。両親はフランス系カナダ人。
1930年に開催された第1回W杯にアメリカ代表として出場。パラグアイ戦では全3得点を決めて勝利に貢献。これがW杯のハットトリック第1号となっている。（FIFAは同大会のメキシコ戦で3得点したアルゼンチンのギジェルモ・スタービレを第1号としてきたが、米国サッカー協会の調査などで2006年11月10日、変更された。前半15分のゴールが、パラグアイのアウレリオ・ゴンサレスのオウンゴールか彼のゴールか判別が困難で、2種類の説が長年浮上していたため。）
プロサッカー選手としてアメリカンサッカーリーグで158試合出場114ゴールを決めている。代表ではワールドカップの3試合と、親善試合のブラジル戦の計4試合出場して6ゴール。3-0で勝利したグループリーグのベルギー戦で1ゴール。4-3で敗れたブラジル戦での2ゴールは、1998年CONCACAFゴールドカップにてプレキ (Preki) ことプレドラグ・ラドサヴリェヴィッチが挙げるまで米国サッカー史上対ブラジルにおいて最後のゴールとなった。
1971年には米国サッカー殿堂入りしている。
1974年、65歳の誕生日の日に死去。原因は不明。